# 北京市京西林场
北京市京西林场，中华人民共和国北京市市属国有林场，原为由京煤集团管理的京煤林场，2017年5月移交北京市园林绿化局，并更名为“京西林场”。

## 历史
1965年，京西矿务局（1968年后改成北京矿务局）组织千余名职工从采矿一线退下来到在大兴、房山、门头沟等区县由该局管理的地方植树造林。1974年，矿务局林场正式成立，从门头沟区大台公社、斋堂公社，房山区长沟峪公社等地划出11539公顷山场用于营造矿柱林。林场成立后，平均每年造林400多公顷:206。2001年，北京矿务局和北京市煤炭总公司合并重组为京煤集团，为北京市属国企，林场改由京煤集团管理，称“京煤林场”，一直为封闭管理。
2016年，《北京市国有林场改革实施方案》正式施行，按照该方案，北京市全部34个国有林场全部改为生态公益型林场，按照公益一类事业单位管理。京煤林场为北京市唯一由企业管理的林场，按照改革要求需移交北京市园林绿化局建立直属林场管理。经过京煤集团和市园林绿化局双方的协商，逐步开展森林资源、房屋设施及有关从业人员等方面的交接，按期完成移交任务。
2017年5月19日，北京市京西林场挂牌成立，成为北京市园林绿化局直属的面积最大的国有林场。林地总面积达17.46万亩，共有7个分散林区，其中门头沟区5个，面积14.13万亩，房山区2个，面积3.33万亩。2021年6月23日，京西林场园艺驿站揭牌，为门头沟区首家深山区园艺驿站。

## 位置环境
京西林场位于北京市西部太行山深处，林区山体属太行山系小五台山余脉，海拔在200米至1610米。林区沟深坡陡，属于海河水系上游的永定河流域和大清河流域，河流以季节性河流为主。林场地跨门头沟区和房山区，总面积17.44万亩。林场地理位置介于东经115°40'至东经116°38'，北纬39°40'至北纬40°10'，东西跨度约120公里，南北跨度约100公里。气候属温带大陆性季风气候，四季分明，无霜期150天至180天，年平均气温7℃至10℃，全年平均气温比北京市区低5℃至8℃，尤其夏季7月至9月的平均气温比市区低6℃，年平均降雨量500至600毫米。林区土壤类型主要为褐土、棕壤土，场内森林资源丰富，林地16.74万亩，非林地0.70万亩，森林覆盖率为31.3%。

## 机构设置
京西林场总部位于北京市门头沟区人民政府附近，共有大台、大安山、长沟峪、珠窝林、雁翅、河南台、二斜井7个林区，下设石房沟、八二零、玉皇庙、北港沟、曹家铺、大安山、长沟峪、斋堂山8个分场。京西林场为北京市园林绿化局所属相当正处级公益一类事业单位，内设资源保护科、资源管理科、综合办公室、人事科、计财（审计）科5个科室。